# Sinistra Critica
Sinistra Critica è stato un partito politico italiano nato nel dicembre 2007 da una scissione di Rifondazione Comunista, partito di cui formava una corrente interna già dal 2005.
Ai tempi in cui faceva parte di Rifondazione Comunista veniva comunemente chiamata anche Erre, dal nome della rivista omonima di quell'area.
Del partito fecero parte esponenti di spicco come gli ex senatori Luigi Malabarba e Franco Turigliatto, l'ex deputato Salvatore Cannavò, Lidia Cirillo e Flavia D'Angeli.
Come organizzazione politica indipendente si è candidata alle elezioni politiche del 2008 ed è stata particolarmente attiva nei movimenti sociali, settore di intervento che ha sempre privilegiato rispetto alla presenza elettorale. Nel luglio 2013 l'organizzazione, ritrovandosi divisa in due orientamenti politici diversi e non conciliabili, si è sciolta dando vita a due nuove formazioni indipendenti: Solidarietà Internazionalista, coinvolta nella costruzione del Communia Network e Sinistra Anticapitalista.

## Storia
In occasione del VI congresso del Partito della Rifondazione Comunista (PRC) tenutosi dal 3 al 6 marzo 2005 l'area trotskista propone un documento alternativo a quello della maggioranza, non condividendo innanzitutto la svolta di governo del PRC e le conseguenze negative che avrebbe prodotto sul movimento e sullo sviluppo delle lotte sociali. Da lì Sinistra Critica si costituì in area programmatica del PRC, intenzionata a dare battaglia sulla verifica della reale efficacia della linea politica uscita vincente nel sesto congresso, dove il documento di Sinistra Critica si era attestato al 6,5%.
Il 27 e 28 gennaio 2007 si è tenuta a Roma l'assemblea costituente dell'Associazione Sinistra Critica. Il 21 febbraio 2007 Franco Turigliatto, senatore ed esponente dell'Associazione Sinistra Critica, dopo essere stato fedele alla linea di Rifondazione anche in politica estera non ha votato a favore della mozione di maggioranza che approvava la relazione sulla politica estera di Massimo D'Alema, abbandonando il Senato prima del voto. Nonostante la solidarietà tra gli altri del deputato Salvatore Cannavò, anch'esso di Sinistra Critica, il 1º marzo Turigliatto viene allontanato per due anni dal partito, il provvedimento disciplinare più grave previsto dallo statuto del PRC. Il 15 aprile 2007 si è tenuta a Roma l'assemblea nazionale dell'associazione a cui hanno partecipato un migliaio di persone per siglare un patto dell'opposizione sociale al governo Prodi. Al termine dell'assemblea è stato chiesto a Turigliatto di ritirare le dimissioni da senatore, ritiro che ha attuato il 30 aprile entrando stabilmente nel Gruppo misto del Senato.
Tra il 20 e il 23 settembre 2007 si è tenuto a Bellaria il seminario nazionale dell'associazione. Nelle conclusioni Cannavò ha proposto l'apertura di una costituente anticapitalista in alternativa al percorso governista della cosiddetta Cosa Rossa (progetto politico che si sarebbe poi concretizzato ne La Sinistra l'Arcobaleno), che proponesse ai militanti del PRC un altro progetto di lavoro. I parlamentari Franco Turigliatto e Salvatore Cannavò hanno poi ribadito la propria contrarietà in parlamento a tutto l'impianto del protocollo sullo Stato sociale, confermando il proprio voto contrario. Nell'autunno 2007 è stata parte attiva nella campagna per il no al referendum consultivo svoltosi l'8, il 9 e il 10 ottobre su proposta dei sindacati confederali in merito all'accordo sullo Stato sociale siglato il 23 luglio 2007 tra governo e parti sociali con lo slogan «C'è chi dice no». In una dichiarazione congiunta il deputato Salvatore Cannavò e il senatore Franco Turigliatto prendono le distanze dalla legge finanziaria per l'anno 2008 nel suo insieme, cioè comprensiva anche del protocollo sullo Stato sociale che ne è un «collegato» e dichiarano il loro voto contrario. Il 16 novembre 2007 il senatore Franco Turigliatto non partecipa al voto finale sulla legge finanziaria in Senato. Il 27 novembre Turigliatto ha invece votato contro la fiducia al governo in Senato in una seduta dove il governo ha incassato la fiducia sullo Stato sociale con 162 sì, un no e Roberto Calderoli astenuto. Quasi tutta la Casa delle Libertà è uscita dall'aula.
Nella assemblea di Roma del 6, 7 e 8 dicembre si è ufficializzata la separazione dell'area programmatica che era rimasta ancora nel PRC, ritenendo ormai concluso il percorso di Rifondazione Comunista iniziatosi nel 1991 visto che tale partito negli stessi giorno dava vita a La Sinistra l'Arcobaleno. Tutto questo è stato ufficializzato nel Comitato Politico Nazionale di Rifondazione Comunista del 16 dicembre 2007. Sinistra Critica diventa quindi un movimento politico per la sinistra anticapitalista e pone come obiettivo la nascita di una costituente anticapitalista fra tutti i soggetti che vogliono praticare subito l'opposizione di sinistra al governo Prodi.

### Le elezioni politiche del 2008
Con la caduta del governo e al conseguente scioglimento delle Camere ha deciso di presentarsi autonomamente alle elezioni politiche 2008 dopo aver lanciato a vuoto un appello per una lista anticapitalista che raccogliesse quello che era rimasto dell'epoca d'oro dei movimenti, candidando alla carica di presidente del Consiglio la giovane ex funzionaria del PRC Flavia D'Angeli.
Un appello internazionale per il voto a Sinistra Critica è stato firmato da grandi nomi della cultura e della politica internazionale tra cui Noam Chomsky, Ken Loach, Richard Stallman, Howard Zinn, Michel Onfray, Gilbert Achcar, Daniel Bensaïd e altri.
Alle elezioni svoltesi il 13 e 14 aprile la lista di Sinistra Critica ha ottenuto un risultato modesto, raggiungendo lo 0,46% alla Camera (167.673 voti) e lo 0,42% al Senato (136.396 voti) e non eleggendo alcun parlamentare presentatosi nelle liste del movimento.

### Attività politica dopo le elezioni
Tra il 25 e il 28 settembre 2008 si è tenuto a Bellaria il seminario nazionale del movimento in cui la portavoce nazionale Flavia D'Angeli ha rilanciato la necessità rafforzare Sinistra Critica come strumento per l'opposizione sociale e politica al governo Berlusconi e per costruire una più ampia sinistra anticapitalista in Italia.

### Europee ed amministrative 2009
Dopo un lungo confronto con Rifondazione e i Comunisti Italiani (PdCI) non aderisce alla Lista Anticapitalista, la lista unica per le europee del 2009 di cui fanno parte anche l'associazione Socialismo 2000 e Consumatori uniti, ovvero l'embrione della costituente comunista già invocata in passato da PRC e PdCI, oltre che da numerosi altri gruppi. Il 31 marzo 2009 il Coordinamento nazionale di Sinistra Critica ribadisce le critiche alla lista comunista unitaria e annuncia la non-partecipazione alle elezioni europee.
Sinistra Critica si candida invece alle elezioni amministrative. Il movimento presenta liste con il proprio simbolo nelle provincie di Milano, Napoli, Torino, Perugia, Terni e Livorno. Identico simbolo è presente nei comuni di Bari, Livorno e Rimini. Sinistra Critica fa inoltre parte di una coalizione di movimento al comune e alla provincia di Bologna e sostiene una lista di movimento a Firenze. L'organizzazione politica è presente anche alle elezioni in numerosi altri comuni italiani non capoluoghi di provincia, in alcuni casi con il proprio contrassegno e in altri all'interno di coalizioni più ampie, ma sempre alternative al centro-sinistra oltre che al centro-destra. In particolare riesce a eleggere alcuni Consiglieri Comunali: due con la propria lista a Casoria (NA) e a Misano Adriatico (RN) e due in liste civiche di sinistra a Bagnara di Romagna (RA) e a Calcinaia (PI).

### La Conferenza nazionale del 2009
Nell'autunno 2009 il movimento politico tiene la sua seconda conferenza nazionale, la prima da quando è divenuta organizzazione indipendente. Durante la conferenza nazionale i membri si confrontarono nella discussione nei circoli territoriali due documenti: il primo ottiene circa il 90% dei consensi e il secondo circa il 10% (in gran parte concentrati a Roma e nel centro-sud). Le due mozioni in realtà non sono contrapposte sull'intera idea di organizzazione e infatti alla conferenza nazionale di Bellaria in occasione della votazione finale sul documento politico i membri del secondo documento si astennero, dimostrando così lo slancio unitario del movimento. In tale conferenza furono eletti i tre portavoce dell'organizzazione che come da statuto non prevede la carica di segretario o capo politico nazionale. I tre portavoce sono Flavia D'Angeli, Franco Turigliatto e Piero Maestri. Sul piano della proposta politica l'obiettivo di Sinistra Critica rimane quello di lavorare per la costruzione di una più ampia sinistra anticapitalista mentre nell'immediato l'organizzazione si impegna a costruire un movimento unitario contro la crisi economica e il razzismo.

### 2010: dal non voto alle elezioni regionali al Campo Giovani
Alle elezioni regionali del 2010 dopo aver proposto a tutte le forze politiche e sociali della sinistra alternativa di costruire un terzo polo antiliberista e anticapitalista e aver verificato però l'impossibilità di dar vita a coalizioni o liste radicalmente alternative sia alla destra sia al Partito Democratico (PD) ha deciso di non votare. L'organizzazione tenta di presentarsi alle regionali dell'Umbria candidando Luigino Ciotti, ma non riesce a raccogliere le firme necessarie.
Tra l'aprile e il luglio 2010 Sinistra Critica è stata fra le forze politiche che hanno sostenuto la campagna di raccolta firme a favore del referendum per la ripubblicizzazione dell'acqua, la quale si è conclusa con la raccolta di oltre 1.400.000 firme.
A fine luglio 2010 Sinistra Critica contribuisce in modo decisivo a organizzare alle porte di Perugia il Campo Giovani della Quarta Internazionale, riunendo circa 500 giovani provenienti da tutto il mondo che per una settimana dibattono sui temi dell'anticapitalismo.
Nel dicembre 2010 dall'organizzazione esce la corrente Resistenze sociali riavvicinatasi al PRC, anche se tale separazione coinvolge solo poche decine di attivisti, prevalentemente concentrati nella città di Roma.

### 2011: la vittoria dei referendum per i beni comuni e l'opposizione al governo Monti
Alle amministrative del maggio 2011 Sinistra Critica propone una linea di «Uniti a sinistra, alternativi al Pd», che viene colta solo in alcuni casi dalle altre forze interessate. Il movimento si presenta ad esempio con la propria lista (alleata con quella della Federazione della Sinistra) al comune di Torino, si presenta come parte dell'alleanza «Napoli non si piega» (assieme a Sinistra Popolare e alla Rete dei Comunisti) a Napoli e con la formula della «Sinistra Unita» a Casoria. Decide invece una candidatura autonoma a Rimini e di non presentarsi a Milano e Bologna. In occasione dei ballottaggi il movimento esprime il proprio voto contro le destre.
In vista dei referendum abrogativi del 2011, Sinistra Critica prende parte alla campagna referendaria sull'acqua pubblica, contro il nucleare e il legittimo impedimento; la vittoria dei sì consente al partito di sostenere che «la fase di Berlusconi viene archiviata dal voto popolare e con lui, il campione del liberismo, viene battuta la politica delle privatizzazioni e del primato del mercato sul pubblico».
Dopo la caduta del governo Berlusconi nel novembre 2011 e la nascita del governo Monti si pone all'opposizione di questo nuovo esecutivo, affermando che esso «nasce come governo politico, prodotto della scelta della maggioranza dei partiti istituzionali di provare a uscire dalla loro crisi e rispondere alle esigenze del capitale europeo e italiano attraverso un temporaneo affidamento delle responsabilità di governo a tecnici che siano abbastanza autorevoli da applicare i provvedimenti richiesti dalla Bce e dai governi europei e che risponde agli interessi di Marchionne, della Confindustria e del Vaticano». In particolare l'organizzazione concentra la propria opposizione sull'illegittimità del pagamento del debito pubblico.

### 2012: il terzo congresso nazionale
L'organizzazione tiene il suo congresso nazionale con assemblee locali e provinciali fra i mesi di luglio e di settembre 2012 in cui sono in votazione tra gli iscritti un documento principale e un emendamento alternativo che nelle assemblee locali ottengono un numero molto simile di voti. Al congresso nazionale di Trevi (PG) di fine settembre viene trovata una sintesi che porta al voto di una mozione conclusiva unitaria.

### La non partecipazione alle elezioni politiche 2013
In vista delle elezioni politiche del 2013 ha seguito con un certo interesse il percorso scaturito dall'appello «Cambiare si può» per la creazione di una lista unitaria della sinistra alternativa, ma ha considerato la candidatura di Antonio Ingroia e la composizione delle liste legata ai partiti che lo appoggiavano (Italia dei Valori, Federazione dei Verdi, Movimento Arancione e Nuovo Partito d'Azione, oltre a PRC e PdCI) un sintomo di un'insufficiente discontinuità rispetto ai progetti di sinistra degli anni recenti. Sinistra Critica ha deciso dunque di non appoggiare la lista Rivoluzione Civile e di non sostenere alcuna lista né dare alcuna indicazione di voto, oltre che di non presentare proprie liste alle elezioni.

### Scioglimento di Sinistra Critica e fondazione di Sinistra Anticapitalista

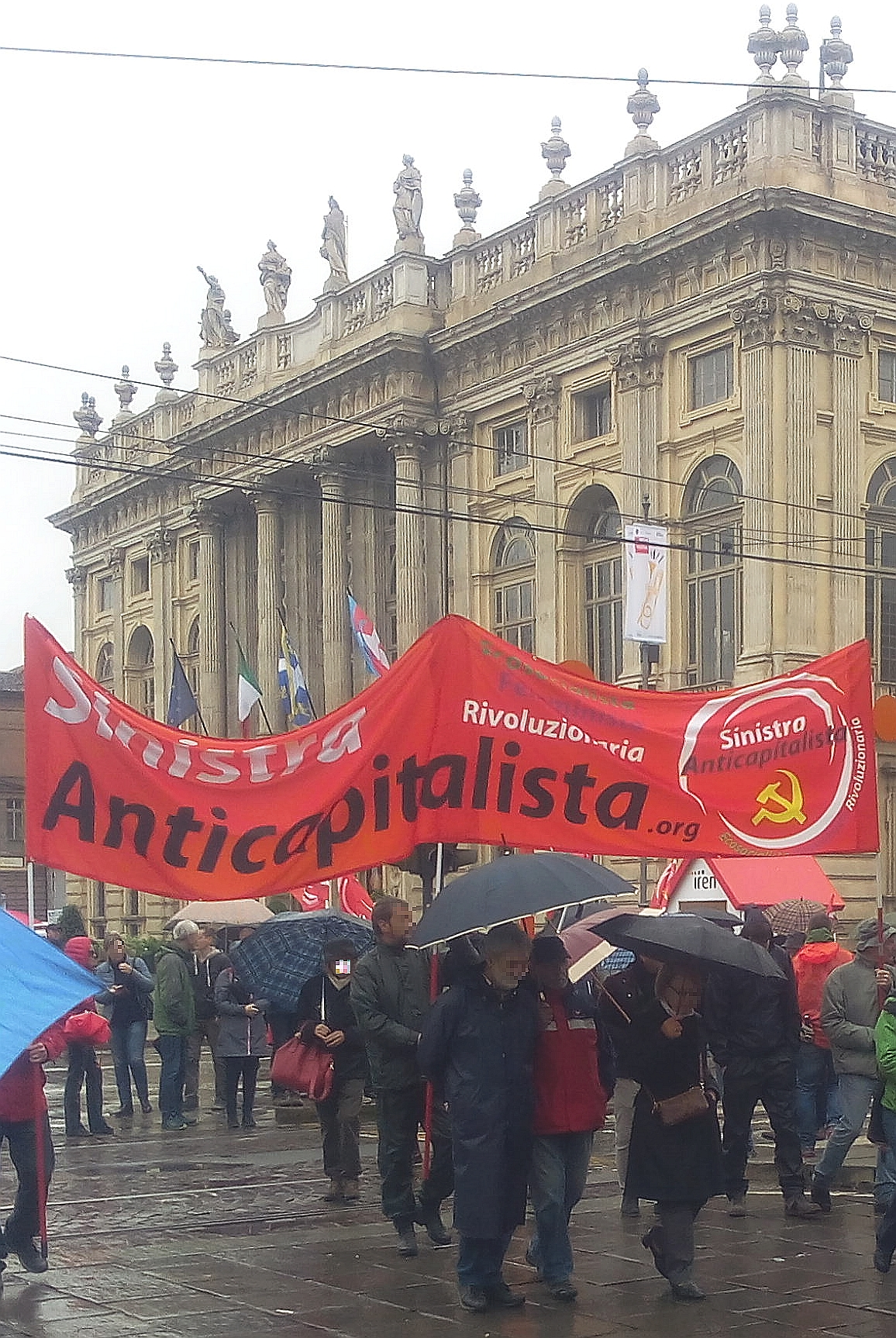
Striscione di Sinistra Anticapitalista a Torino il 1º maggio 2016.

Il 30 luglio 2013 viene constatata l'esistenza di due aree politiche interne con strategie differenti. Il partito decide quindi di sciogliersi, con la formazione di due nuove organizzazioni: Sinistra Anticapitalista, alla quale aderisce fra gli altri Franco Turigliatto, e Solidarietà Internazionalista, coinvolta nella costruzione della rete Communia Network, alla quale aderiscono tra gli altri Flavia D'Angeli, Gigi Malabarba e Piero Maestri.
In occasione delle elezioni politiche del 2018 Sinistra Anticapitalista fa parte della lista Potere al Popolo!, senza però poi aderire al successivo processo costituente che lo porterà a diventare un movimento politico a tutti gli effetti.
Alle regionali in Piemonte invece Potere al Popolo!, Rifondazione Comunista, Sinistra Anticapitalista, ManifestA e una componente di indipendenti rappresentanti della società civile sostengono Francesca Frediani, consigliere regionale uscente eletta per due volte con il Movimento 5 Stelle. Con l’1,17% la Frediani non entra in consiglio.
Alle comunali di Genova del 2025 Sinistra Anticapitalista prende parte alla lista Sinistra Alternativa con PCI e Rifondazione a sostegno di Antonella Marras raccogliendo l’1,29%.

## Ideologia
Sinistra Critica aveva come valori costituenti l'anticapitalismo, l'antifascismo, il femminismo e l'ecologismo. I suoi militanti provenivano da diverse esperienze politiche e sociali, ma in gran parte provenivano da Rifondazione Comunista, nella quale si erano espressi a favore della rottura con il primo governo Prodi e delle tesi congressuale approvate al congresso del 2002. Gran parte dei militanti faceva riferimento a Bandiera Rossa, sezione italiana della Quarta Internazionale, organizzazione internazionale trotzkista, il cui esponente storico è stato Livio Maitan. Molti altri provenivano da diverse storie politiche nella nuova sinistra degli anni settanta o nel Partito Comunista Italiano. Diversi altri erano i giovani politicizzati in seguito al G8 di Genova del 2001 o alle mobilitazioni studentesche del 2005, del 2008 e del 2010.

## Conferenze nazionali
- 7, 8 e 9 dicembre 2007 – Roma
- 5, 6, 7 e 8 novembre 2009 – Bellaria
- 28, 29 e 30 settembre 2012 – Trevi

## Risultati elettorali
| Elezione       | Elezione | Voti    | %    | Seggi   |
| -------------- | -------- | ------- | ---- | ------- |
| Politiche 2008 | Camera   | 174.978 | 0,46 | 0 / 630 |
| Politiche 2008 | Senato   | 163.746 | 0,41 | 0 / 315 |